# 사망학
사생학/생사학(死生學/生死學, thanatology)은 개인의 죽음과 그 사생관에 대한 학문이다. 구체적으로는 자기의 소멸로서의 죽음과 마주보는 것으로 죽음까지의 삶의 방법을 생각하는 학문이다.

## 정의와 특징
사생학이 대상으로 하는 것은 인간의 소멸, 죽음이다. 사생학의 개척자의 한 명, 아리에스에 의하면, 「인간은 사망자를 매장하는 유일한 동물」이다. 이 매장 의례는 네안데르탈인까지 거슬러 올라가는 것으로, 그 이후로 긴 역사의 흐름 안에서, 인류는 「죽음에 대하는 태도=사생관」을 길러 왔다. 사생학은 이러한 사생관을 철학·의학·심리학·민속학·문화인류학·종교·예술 등의 연구를 통해, 인간 지성에 관한 모든 측면에서 밝혀내, 「죽음의 준비교육」을 목적으로 하는 지극히 학제적인 학문이다. 사생학은 명예사 문제나 의료 고지, 완화 의료 등을 배경으로, 1970년대에 확립된 새로운 학문 분야이다.

### 죽음의 금기에 도전
현대 사회는 죽음을 추상화하고, 죽음을 터부시 하는 사회이다. 근대 이전에 있어 죽음은 가장 중대한 사색의 대상이었지만, 근대에 성립한 정치사상·사회사상은 인간 생활로부터 죽음을 추방했다. 구체적으로는 근대 정치 이론에서는 근대국가의 사명을, 사람들의 「횡사로의 공포」로부터 구조해 내는 것으로, 근대국가는 죽지 않는 영생적 의사 생명체로서 불사의 존재로 여겨졌다. 근대국가는 국민이라는 하나의 영속적으로 집합적인인격에 입각하는 것이며, 따라서 근대 이전의 국가와 달리, 관념상 근대국가가 「죽는다」는 것은 있을 수 없다. 이와 같이 「경제인」(homo economicus)로서의 인간, 특히 그 대표인 기업은, 생활력 왕성한 장청년만으로 구성된 죽음이 없는 집단이며, 삶에 의해서만 성립되는 세계이다.
현대 사회에 있어 일반화하고 있는 핵가족도 이 경향이 깊어지고 있다. 단혼 핵가족은 중년의 남녀와 아이로 성립되는 가족 형태이며, 아이의 성장 과정에서 가장 친밀한 가족의 죽음을 직면할 기회는 성인이 될 때까지 거의 없다고 말해도 좋다. 반면 전근대에는 평균수명이 현대보다 짧고, 게다가 가족구성은 2세대에 걸친 형태가 일반적이고, 평상시 가까이에 접하고 있는 가족의 죽음은 수 년에 한 번의 비율로 방문하는 친밀한 것이었다.
사생학은 죽음을 터부시해, 죽음을 비일상적인 것으로 여기고 이것을 멀리해 죽음을 필요 이상으로 비참한 것이라고 생각해 무서워하는 현대 사회에 대해서, 죽음에 대하는 마음가짐이라는 관점으로부터 재차 생의 가치를 되물으려는 시도이다. 그것은 죽음을 자신의 장래에 있는 필연으로서 응시하는 것으로, 현재의 자신의 삶에서 무엇이 중요한 것인가를 생각하는 일을 제창하는 것이다.

### 죽은 사람과 산 사람
죽음은 죽은 사람에게만 비참을 가져오는 것은 아니다. 사망자가 앞서가 남겨진 산 사람에는 고독이 남겨진다. 산 사람이 친밀한 사람의 죽음의 정산에 실패하면 큰 후회가 남겨져 대단한 고통에 괴롭혀지게 된다. 사생학은 죽음을 개인 한 명의 문제로서가 아니고, 개인과 개인의 관계성에 대해 공유되는 중대한 문제로서 파악한다. 예를 들어 자살한 사람은 스스로의 비탄에 붙잡힌 나머지, 자살한 뒤에 남겨지는 유족의 마음의 부담을 살피는 것이 부족한 경향에 있다. 사생학은 자살 욕구를 가지는 사람의 고독감이나 절망감, 가까이에 자살자가 나와 버린 사람의 충격이나 슬픔에 대한 정화의 방법을 연구하는 것과 동시에, 그것을 근거로 사생관 교육을 확립해, 자살 예방에 연결해 가는 것을 제창하고 있다.
또 친한 인물이 사망자가 되었을 경우, 친밀한 교우 관계나 결혼 이전의 연애 관계 등 법적 증명이 부족한 관계는 끊어지는 경향에 있어, 그것이 혈연자가 아닌 광의의 유족의 마음의 부담으로 연결되는 것이 많다. 장례식의 상주 등은 법적 관계에 근거해 행해지는 것이 일반적이어서, 경우에 따라서는, 법적 증명을 할 수 없는 유족은 사망자에 대한 슬픔을 충분히 채우지 못한다. 따라서 살고 있는 사이에 중요한 친구나 연인과의 관계를 어느 정도 공적으로 인지하게 하는 것은 가치가 있다고 사생학은 제창한다.
우리는 대체로 죽음의 예측 불가능성을 가지고 죽음의 비일상성을 근거로, 그것이 누구에 있어서도 필연으로서 방문하는 것을 망각하기 십상이다. 죽음은 자신에게 방문할 뿐만 아니라 친밀한 사람에게도 당연하게 방문하는 것으로, 게다가 친밀한 사람의 죽음은 심각한 고뇌를 개인에 가져온다. 사생학은 죽음의 필연성에 입각해, 이러한 필연적 사실로서의 죽음을 넘기 위한 학문이다.

### 죽음과 공공 정신
1980년대에 뉴욕의 동성애자 사회는 심각한 에이즈의 만연에 휩쓸려 일상적으로 발병과 죽음이 일어나고 있었다. 이러한 위기적 상황속에서, 동성애자 사회 내부에 애인끼리, 친구끼리의 간병의 네트워크가 쌓아 올려져 동성애자들은 자신은 일하면서 환자를 간병하고, 식사나 방의 청소, 아래를 돌보며, 정신적인 버팀목이 되었다. 이와 같이, 일상적인 죽음의 위기가 인간의 「정동적」인 단결을 강고하게 해, 담보를 요구하지 않는 공공 봉사를 재촉하는 경향이 지적되고 있다.

### 배경
20세기 초두에 말기 환자를 수용해 원조하는 시설로서의 호스피스가 지어지게 되었다. 이윽고 1967년에 런던에 설립된 성크리스토퍼 호스피스가 현대적 호스피스 시설의 모델이 되어, 1970년대에 미국·영국의 각지에서 호스피스 시설이 차례차례로 지어지게 되었다. 구체적으로는 1970년의 미국에는 불과 3개밖에 없었던 호스피스 시설이, 1982년에는 400개 정도로 증가해 1996년에는 2700개를 넘게 되었다. 이것과 함께 당초는 수용 시설로서의 형태가 일반적이던 호스피스 운동도, 재택 케어를 중심으로 되게 되었다. 현재의 호스피스 운동은 입원을 전제로 하고 있던 것으로부터, 인간다운 인생의 끝나는 방법을 추구하는 운동으로 변화해 오고 있다. 이러한 말기 의료의 변화가 사생학 성립의 배경이 되고 있다.
또 인간답게 죽을 권리를 설정하는 것으로, 과잉한 연명 조치에 의해서 인간 존엄을 상처 입힐 수 있는 것을 거부하는 리빙 윌의 생각의 보급도 사생학의 배경이 되고 있다. 이와 같이 뇌사의 해석을 둘러싼 생명 윤리에 대한 관심의 높아져, 근년 지적되는 자살율의 상승 도 이러한 사생학에 대한 관심을 지지하게 한다. 에이즈의 만연이나 청년성의 병에 의해, 일반적으로 죽음을 별로 의식하지 않는 젊은 층에 있어도, 죽음을 직면하는 사태가 일어나고 있지만, 이러한 상황에 놓여졌을 때, 죽음을 비일상적이라고 생각하는 경향이 강한 젊은이의 비탄과 절망은 노인에 비해 격렬하다. 따라서 「죽음의 준비 교육」은 죽음의 공포를 면하고 있다고 생각되는 젊은이에게야말로 필요하게 되는 것이다. 미국·영국·독일에서는 초등학생 시대의 비교적 빠른 시기부터 「죽음의 준비 교육」이 행해지고 있어 한국의 교육 현장으로의 도입의 지연이 지적되고 있다.

### 연구 방법과 연구 대상
사생학은 크게 두 개의 분야로 나눌 수 있다.
- 사생관 연구-임상 사생학이나 다른 인문제과학의 성과를 기초로서 인간의 사생관을 이론적으로 해명하는 사생학 분야.
- 임상사생학-의료 현장에서의 완화 의료, 임상 심리학의 카운셀링, 교육 현장에서의 사생관 교육의 실천에 관련되는 사생학 분야.

사생학의 주요한 연구 방법으로서는 이하의 것을 들 수 있다.
- 심리학적 접근
- 의학적 접근
- 철학·종교적 접근
- 사회학·문화인류 학문적 접근

사생학의 주요한 연구 대상으로는 이하의 것을 들 수 있다.
- 사생관
- 죽음에 대한 비탄과 스트레스
- 생명 윤리
- 말기 환자의 완화 의료
- 자살·타살의 예방 교육과 죽음에 관련되는 비탄에 대한 교육

## 사생학사

### 고대 철학과 사생관
장례라고 하는 형태로의 죽음에 대한 표현의 기원은 오래전, 네안데르탈인으로 거슬러 올라간다. 고대 그리스에서는 사람을 brotoi 혹은 thanatoi라고 불렀다. 모두 죽을 자라는 의미이다. 따라서 그리스 철학에서 일찍부터 죽음은 본질적인 주제로서 다루어지고 있었다.
헤라클레이토스는 「사후에 사람을 기다리고 있는 것은, 그들이 예기도 하지 않은, 또 예상도 하지 못한 것이다」라고 말했다. 여기에는 죽음을 미래로서 파악하는 견해가 나타나고 있는 것과 동시에, 그러한 미래가 가지는 이면성이 적절히 말해지고 있다. 즉 실제로 사는 개인이 기대하거나 무서워하거나 하는 대상으로 한 미래와 그 미래가 현재가 되었을 때에 그 예상이나 희망과는 완전히 다른 형태로 나타나 오는(혹은 나타나 버린) 미래이다. 여기에서는 미래가 현재와는 전혀 관련성이 없는 것으로, 현재에서 보면 미래는 아무것도 아니라는 사상이 기술되어 있다. 이 말은 죽음이 기본적으로 예측 불가능한 것임을 나타내고 있다.
에피쿠로스는 「죽음은 우리에게 아무것도 아니다. 우리가 존재하면 죽음은 현존하지 않고, 죽음이 존재하면 우리는 현존하지 않는다」라고 말하고, 죽음과 삶의 본질적인 무관계성을 강조해, 그것을 우려에 지나지 않는다고 했다. 그러나 이것은 같이 현재 살아있는 개인이 죽음을 맞이하는 것과 동시에, 그 존재를 잃어 버리는 운명에 있는 것을 적확하게 파악하고 있다. 이것은 죽음의 측에서 바라보면, 삶에 확실한 것 따위 아무것도 없다는 것이 된다. 왜냐하면 죽음과 함께 개인은 모두를 잃는 것이 나타나고 있기 때문이다. 이와 같이 인간 존재를 예기치 못한 소멸로의 존재로서 파악하는 견해에 대해, 소크라테스와 그 사상을 계승한 플라톤은, 오르페우스교의 영향을 받으면서 영혼의 불멸을 주창했다. 영혼은 육체와는 다른 차원의 영원 불멸에 존재하는 것으로, 육체는 죽으면 무로 돌아가지만, 영혼은 사후 육체와 떨어져 새로운 차원에서 영원히 행복하게 산다고 말하는 것이었다. 인간 존재의 본질은 이 영혼이며, 육체가 이윽고 무에 돌아가는 것에도 불구하고 인간이 존엄을 가지는 것은, 이 영혼의 영구성에 의한다고 말해졌다.

### 실존주의 철학과 사생관
20세기 독일의 실존주의 철학자 하이데거는 「존재와 시간」을 저술해, 인간을 「죽음으로의 존재」라고 정의했다. 하이데거는 개인의 존재는 살아 있는 동안 항상 「현존재」로서 존재하지만, 이 현존재는 「그 때마다 있는 것」에 지나지 않기 때문에, 완결한 형태로 인식되지 않는다. 그런데 인간 존재는 죽음에 의해서 완결하는 것이지만, 죽음을 맞이하면 이번은 「현존재」가 존재할 수 없다. 한층 더 개인은 다른 개인의 「현존재」로부터 자신의 「현존재」를 고찰할 수 없다. 따라서 「현존재」는 항상 가능성으로서의 「죽음」으로부터 스스로를 규정해야 한다고 말했다.

### 과학으로서의 사생학의 성립
현대 사생학의 개척적 연구로서는, 1969년에 발표된 미국의 정신과 의사 로스의 말기 환자의 심리학적 연구가 있다. 로스는 죽음이 선고된 개인이 죽음을 수용해, 내재화해 가는 과정을 일반화해, 죽음의 「부인」→죽음으로의 「분노」→죽음과의 「거래」(자신의 인생의 재평가)→「억울」→죽음의 「수용」이라는 과정을 산다고 말했다. 이 연구에 의해, 죽음의 고지와 함께 생기는 비탄의 단계를 판별해 적절한 정화를 제공하는 것이 소중하다라고 하는 것이 나타났다.

## 사생학의 응용

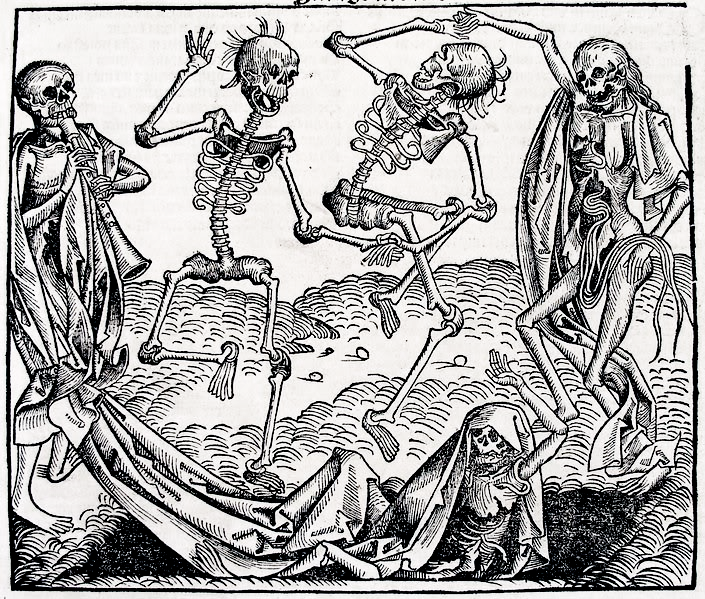
「죽음의 무도」
유럽 각지에 인쇄물, 교회의 벽화로서 다양한 「죽음의 무도」회화가 남아 있다. 이러한 회화에는 다양한 계급의 인물이 등장해, 그러한 사람들에게 평등하게 죽음이 방문하는 것을 나타내고, 죽음의 평등성을 주장하는 자세를 볼 수 있다. 또 죽은 사람과 산 사람이 혼연으로 그려지는 것도 있어, 죽은 사람 쪽이 산 사람보다 생생하게 있는 것도 있다. 심성사의 연구에 의하면, 「죽음의 무도」는 삶의 무상함을 나타내는 한편, 다양한 계급의 사람이 매장해진 공동묘지와 같이, 죽음의 평등성을 나타내, 현실 사회에 존재하는 불평등에 대한 저항으로 민중을 선동하는 구조도 가지고 있었다

사생학은 임상 사생학이 말기 환자에게의 완화 의료에 응용되고 있는 것으로 시작해 관련된 제과학으로의 연구에도 응용되고 있다.

### 의료 현장에서의 응용
의료 현장에서는, 특히 환자에게의 병상 고지에 대해, 의사 본인이 죽음을 어떻게 파악하고 있을지가 환자에게의 고지 태도에 크게 영향을 주는 것, 일반적으로 환자는 고지를 바라는 경향에 있어, 게다가 「죽음으로의 준비」는 가능한 한 빠른 단계에서 행해지는 편이 보다 좋은 결과를 가져오는 경향에 있는 것이 사생학의 연구로 나타나고 있다. 또 구미에서는 말기 환자가 정신적인 근거로서 중시하는 것은 주로 종교이며, 정신과 의사보다는 목사가 상담의 상대로서 선택되는 경향에 있는 일도 밝혀졌다. 호스피스 운동으로의 응용에서는 의사의 역할을 아픔의 조정을 중심으로 한정해, 소셜 워커나 간호사, 정신과 의사, 목사의 총정화에 의해서 완화 의료를 전인격적으로 지지하려는 경향이 확립되기 시작해 또 호스피스 운동의 충실은 지역사회에서의 자원봉사의 협력이 불가결하다는 것이 강조되고 있다. 말기 환자에게 직면하는 현장 의사의 측면은 언제 호스피스를 중심으로 한 완화 의료에 이행 시키는가 하는 것에 대하여 환자와의 꾸짖어야 할 의사고통을 도모할 필요가 있어, 그 때문에도 의사 자신이 「죽음의 준비 교육」을 받아 「죽음의 과정」에 대해 충분히 알아 둘 필요가 있다고 사생학은 제창한다.

### 역사학으로의 응용
1980년대에 역사학의 분야인 심성사와 크리스트교 목표 사생관의 연구가 전성기를 맞이했다. 특히 유럽 회화사에 대해 15 세기에 등장해, 일반적으로 「죽음의 무도」라고 불려 내려온 일련의 교회 회화에 대해 종래는 페스트와의 관련성이 지적될 뿐에 머무르고 있던 것이, 사생관 연구에 근거해 분석이 진행되어, 지역성과 시대 상황을 비추어, 사회 비판과 풍자도 의도한 매우 다면적인 내용을 포함하는 것이라고 밝혀졌다.

### 자살 예방으로의 응용
일본에서는 2006년 6월 15일 자살 대책 기본법안(법안의 조문)이 가결되었다. 이 법안에 근거해 어떠한 구체적 대책이 「나라의 책무」로서 행해질지는 분명하지 않지만, 교육 분야에서의 사생학문적 관점의 도입이 기대된다.
미국에선 로스앤젤레스 자살 예방 센터, 미국 자살 학회의 창립 멤버이기도 한 에드윈 슈나이드먼이 자살·자살 예방의 분야의 권위로서 저명하다. 사생학으로의 저서는 1973년 번미국 출판상(과학 부문) 노미네이트의 「죽어 갈 때-그리고 남겨지는 것」(성심 서점, 1980년)등이 있다.

## 같이 보기
- 타나토스

## 참고 문헌
- 엘리자베스 퀴블러 로스 저, 스즈키 아키라 역 「죽는 순간 - -죽음과 그 과정에 대해」안공문고, 2001년
- 엘리자베스 퀴블러 로스 저, 스즈키 아키라 역 「속·죽는 순간—죽음, 그것은 성장의 최종 단계」안공문고, 2001년
- 알퐁스 디켄 저 「죽음과 어떻게 마주할 것인가」일본 방송출판 협회, 1996년
- 시마조노 스스무·타케우치 세이이치 편 「사생학 1 사생학이란 무엇인가」도쿄대학 출판회, 2008년